# Ramon (krater)

Krater Ramon

Krater Ramon (hebr. מכתש רמון) – maktesz na pustyni Negew w Izraelu, jedna z najbardziej spektakularnych formacji geologicznych w tym rejonie.
Formacja powstała w wyniku erozji ziemi. Jego długość wynosi 40 km, szerokość 9 km, a głębokość 300 m.
Jego znaczną część obejmuje Rezerwat Przyrody Ramon. Jedyną miejscowością w okolicy jest Micpe Ramon (hebr. מצפה רמון).

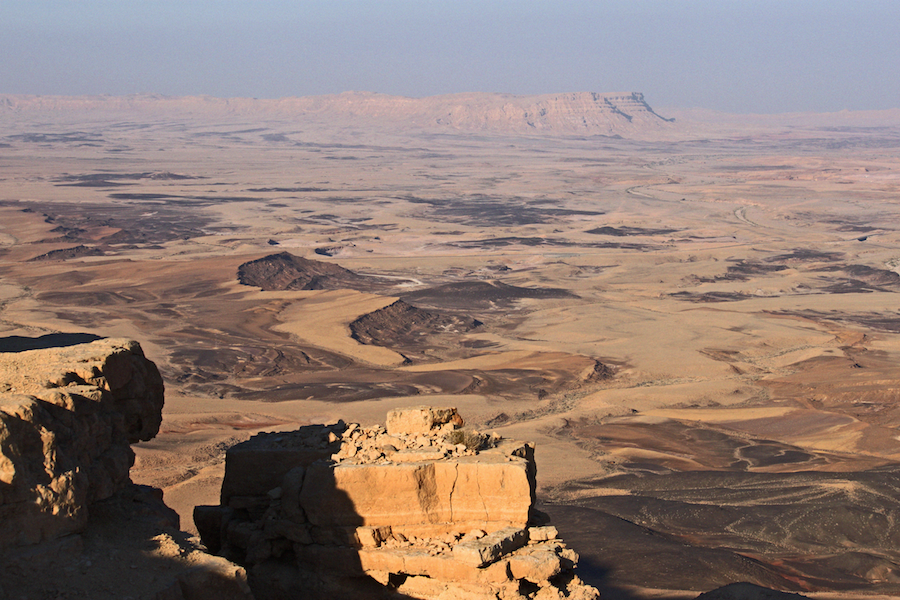
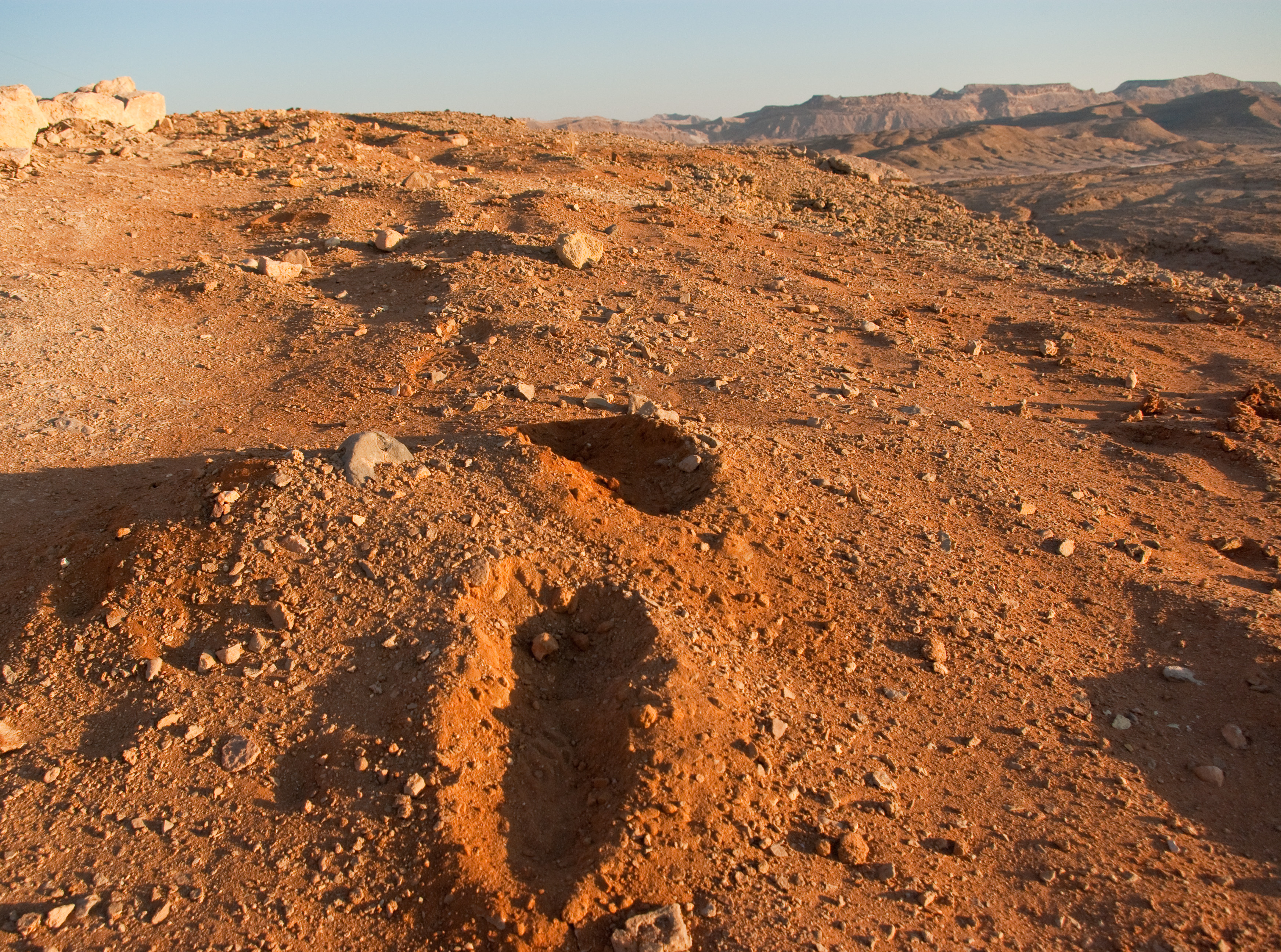
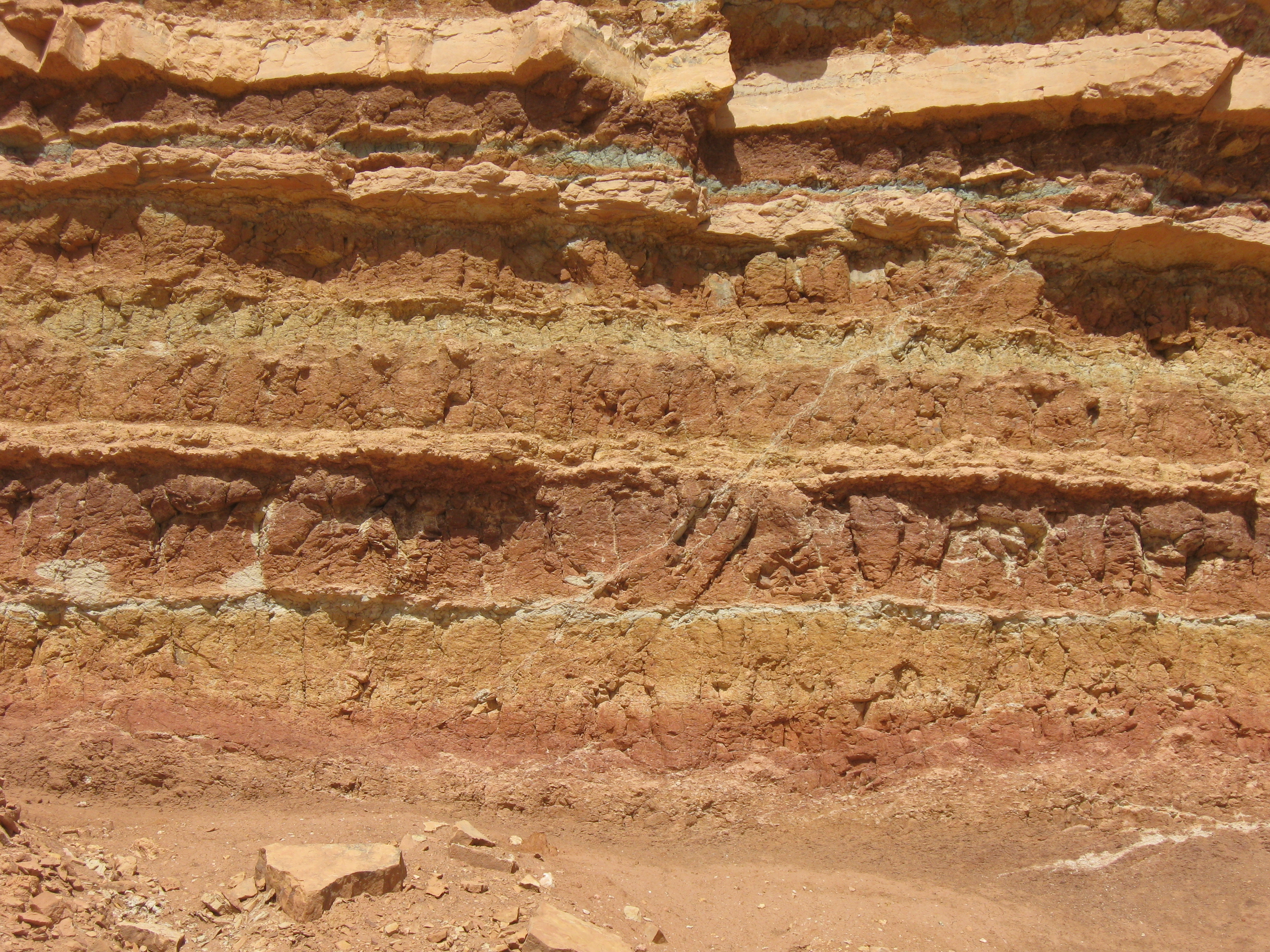
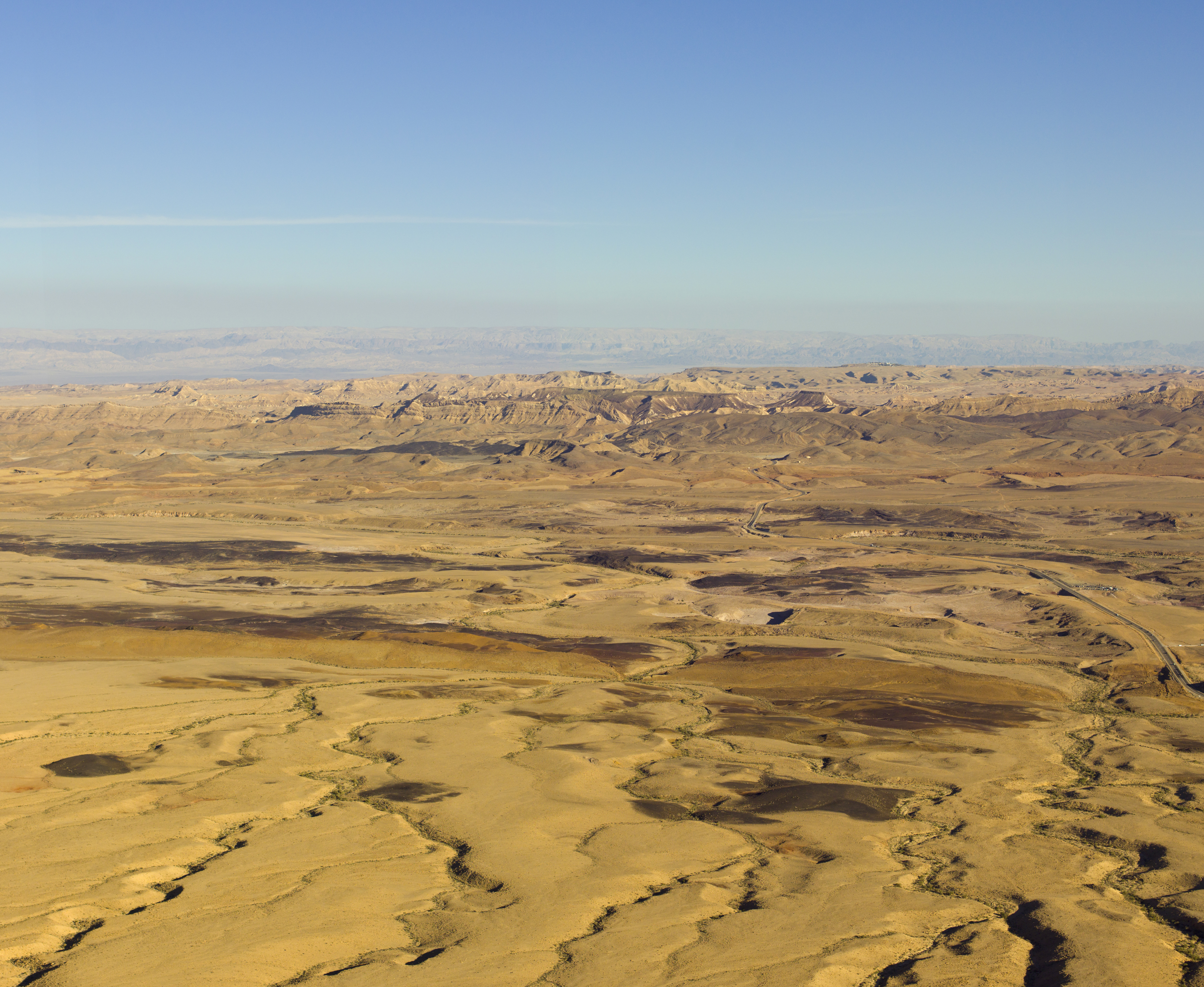
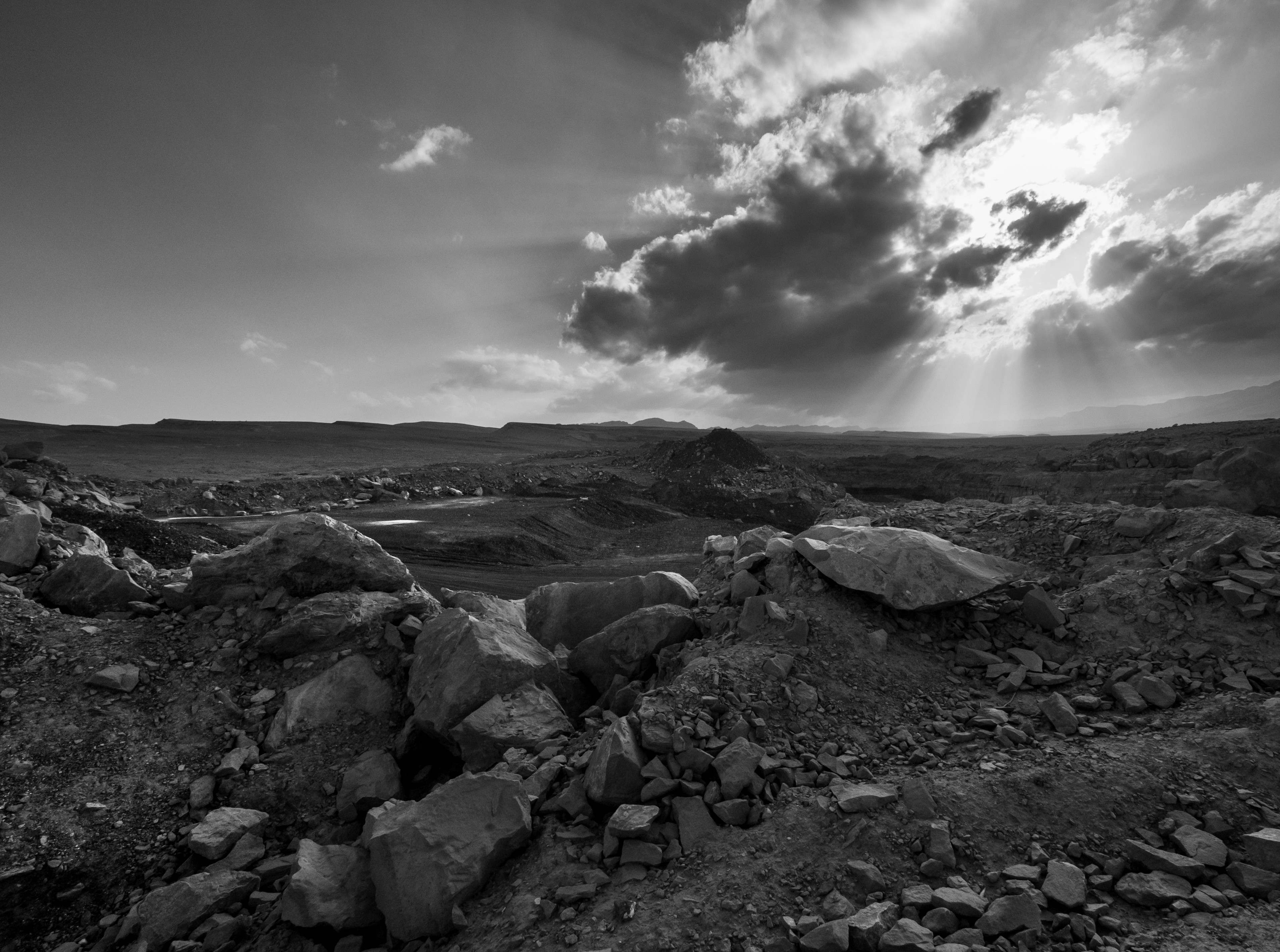
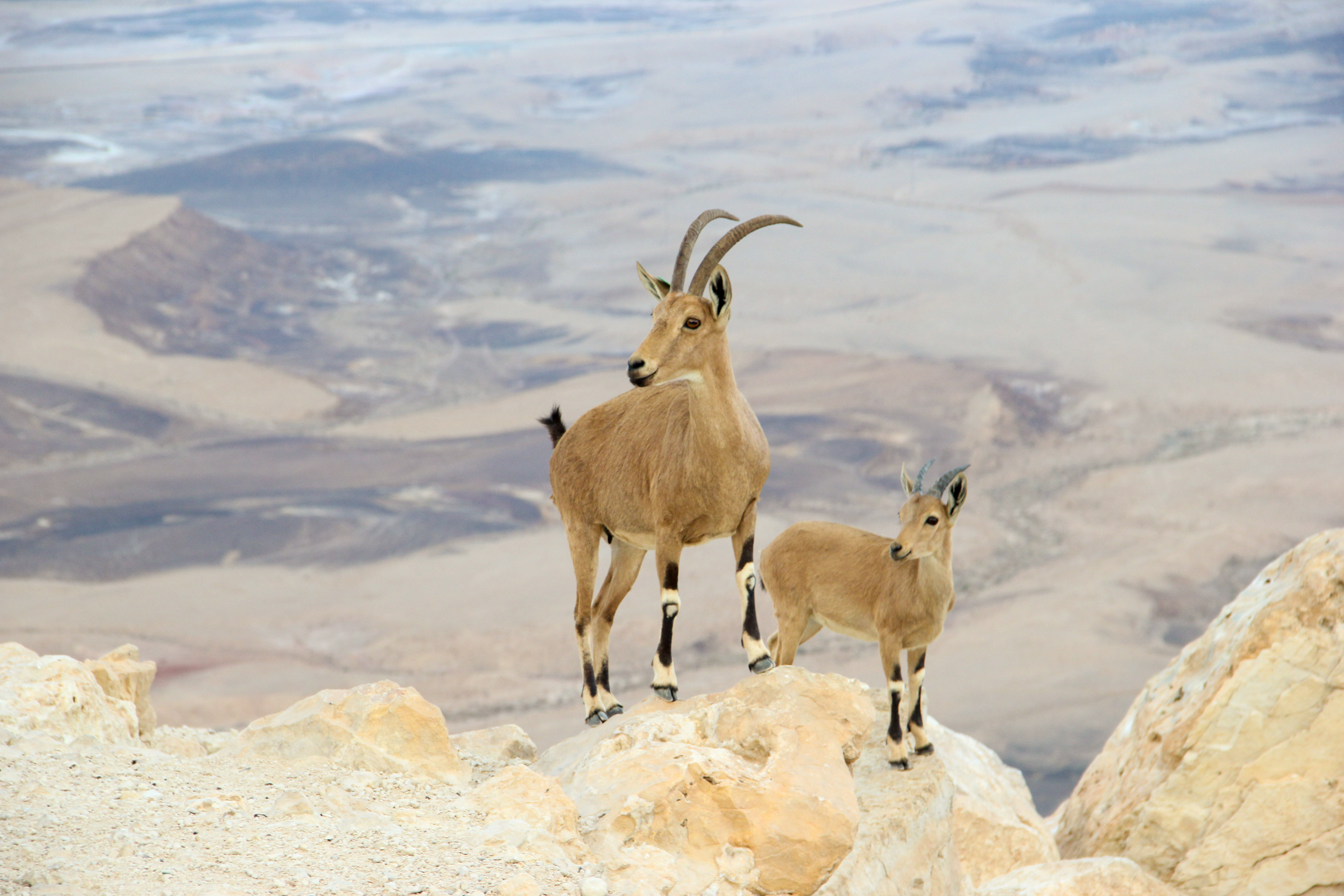
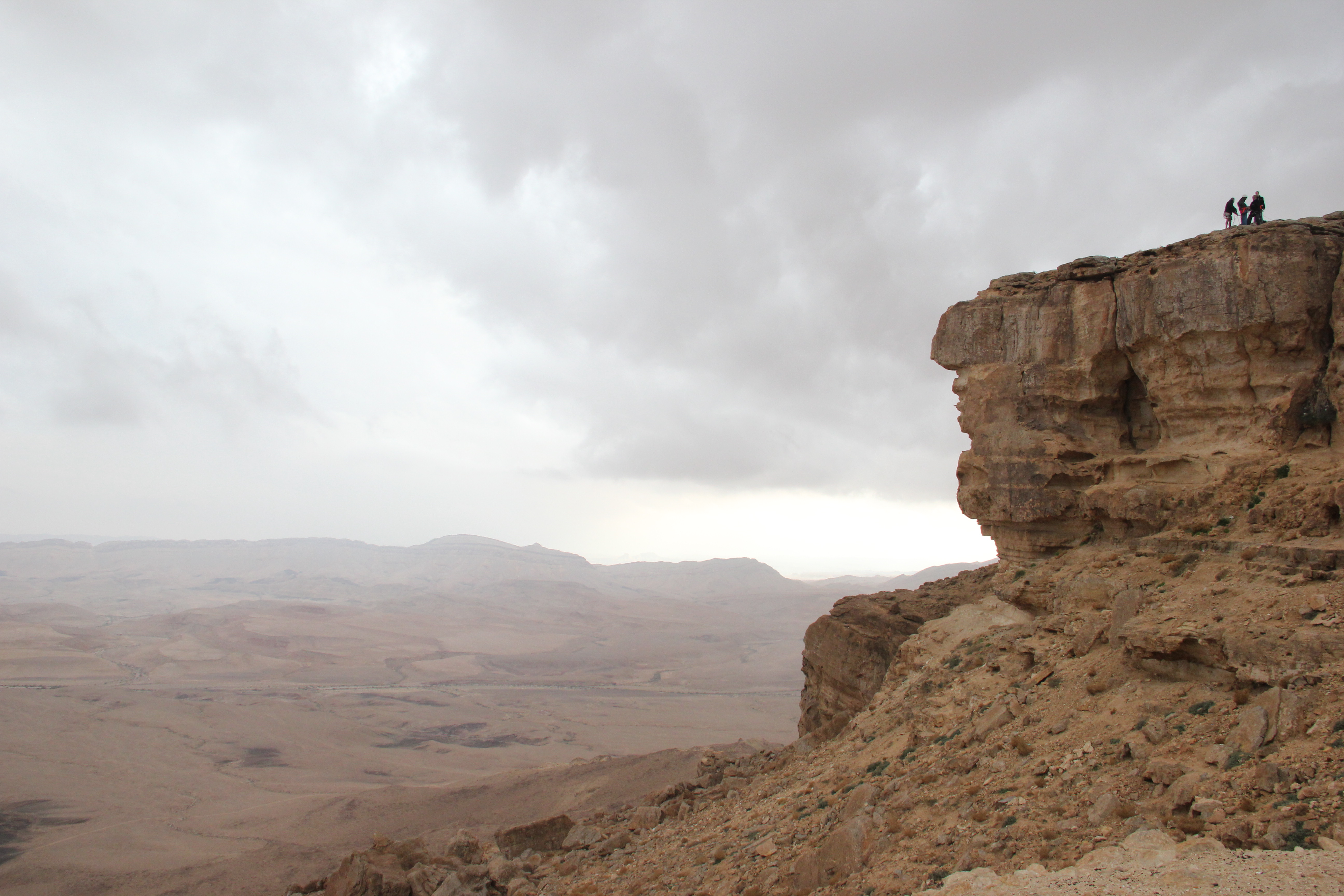
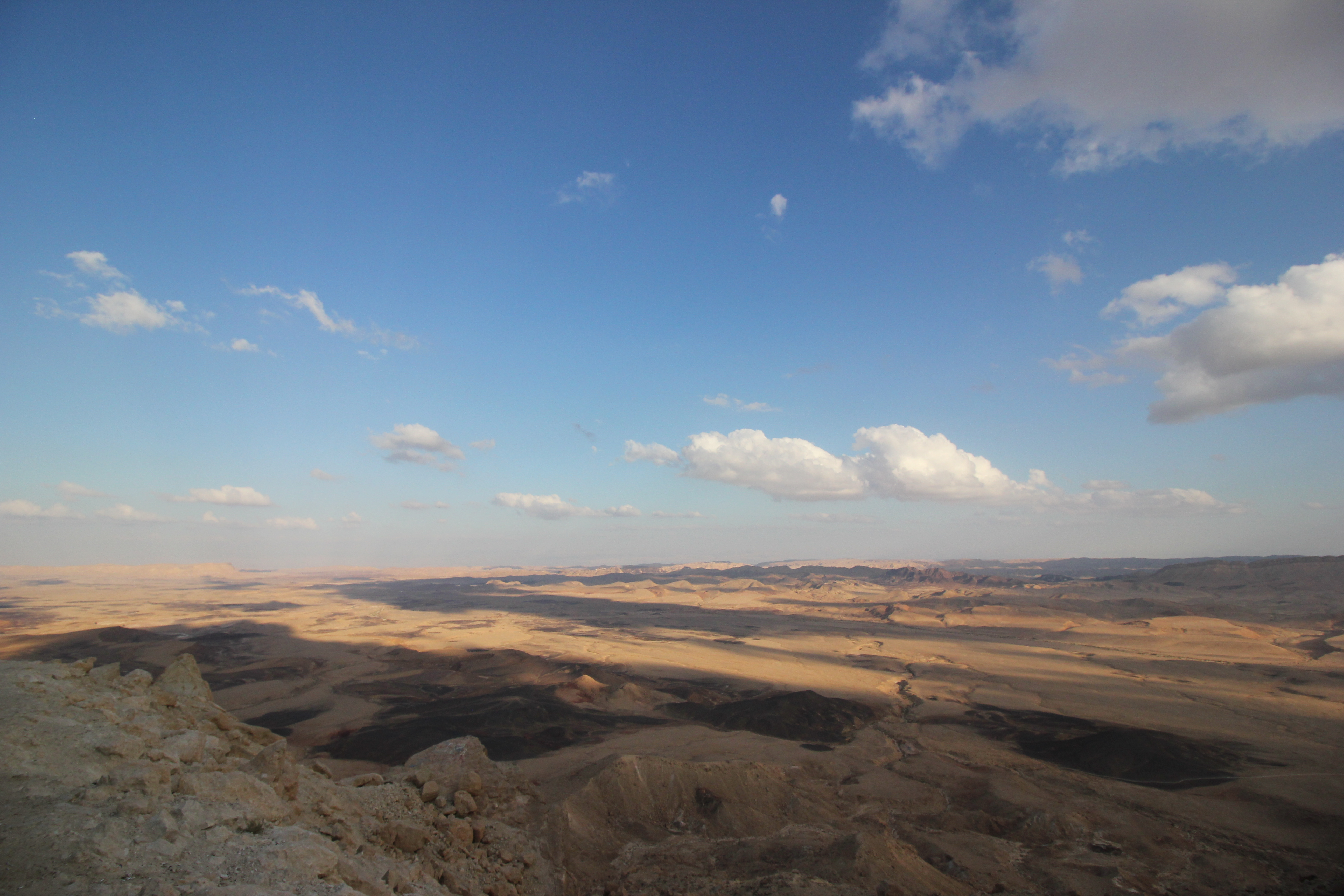

## Komunikacja
Przez krater przebiega droga ekspresowa nr 40  (Kefar Sawa-Ketura).